# Más que amor, frenesí (telenovela)
Más que amor, frenesí (En inglés: More than Frenzy... Love) es una telenovela venezolana realizada por Venevisión en 2001. Escrita por César Miguel Rondón y Mónica Montañés. 
Protagonizada por Wanda D´Isidoro y Mario Cimarro, y con la participaciones antagónicas de Ana Karina Casanova  y Jean Carlo Simancas.

## Trama
Gente común y corriente, con vidas comunes y corrientes, dan vida a esta historia. Compartiendo las experiencias con un grupo de hombres y mujeres que se aman con una ardiente pasión, que no muchos experimentan. Este grupo de adultos que se aman con un frenesí, y por eso sus relaciones se vuelven demasiado complejos para que se amen. Su vida cotidiana, sus luchas por lograr sus sueños en coche de la parcela hasta el punto en suscitar la risa de la audiencia... o las lágrimas.
Hay varias historias de amor diferentes, compleja, dulces, algunos no tan afortunados, vivido y sufrido por las personas que a pesar de su dolor nunca dejar de ver un nuevo día como una nueva oportunidad en su vida, y las cosas saldrán bien.
Pero cada día trae consigo nuevas oportunidades para ellos y para nosotros. Y con esas nuevas oportunidades llegan nuevas esperanzas para la realización de nuestras metas.

## Elenco
- Wanda D'Isidoro - Virginia Fajardo de Lara
- Mario Cimarro - Santiago Guerrero
- Jean Carlo Simancas - Orestes Lara
- Carolina Perpetuo - Mercedes Fajardo de López
- Gigi Zanchetta - Hada Marina Fajardo de Pimentel
- Rafael Romero - Abelardo Pimentel
- Ana Karina Casanova - Carmela Crespo
- Denise Novell - Consuelo "Chelo" Pacheco
- Yanis Chimaras(+) - Pompeyo López
- Raúl Amundaray(+) - Tadeo Guerrero
- Isabel Moreno - Corazón
- Herminia Martínez(+) - Perpetua Fajardo
- Elizabeth Morales - Socorro Angulo
- Cristina Obín - La Gran Betancourt
- Martha Carbillo - Justina
- José Torres - Pío
- Pedro Lander - Marco Tulio Bracamonte
- Ramón Hinojosa - Tapia
- Rolando Padilla - Preston Echeverría
- Víctor Rentoya - Norton
- Johanna Morales - Nubis Mayo
- Adelaida Mora - Belinda
- Reinaldo José - Casto Manuel
- Maritza Bustamante - María Fernanda "Mafer" López Fajardo
- Daniel Elbittar - Alberto José "Tito" Rodríguez Pacheco
- Deyalit López - Jennifer
- Víctor Hernández - Serafín
- Candy Montesinos - Ana
- César Román - Pablo
- Rocío Bastidas - Rafaela
- Asdrúbal Blanco - Edisson
- Mario Brito - Chico
- Maritza Adame - López
- José Manuel Suárez - Fernando José "Nandito" López Pacheco
- Cindy De Silva - Alejandra Pimentel Fajardo
- Kimberly Dos Ramos - Anastasia "Taty" Lara Fajardo
- Isabella Díaz - Valentina
- Lenny Dos Ramos - Rodrigo Pimentel Fajardo
- Carmen Francia - Clemencia
- Juan Frankis - Alselmo Lander / Carterito
- Chony Fuentes - Pepita Pacheco
- Juan Galeno - Jacinto
- Jean Paul Leroux - Gustavo Chacón
- Ana Massimo - Clarita
- Frank Méndez - Camacaro
- Michelle Nassef - Michelle
- Patricia Oliveros - María Consuela
- Mónica Paredes - Samira
- Vicente Tepedino - Teodoro
- Jenny Valdés - Xiolimar
- Margarita Ortega- María Patricia Mendoza